# Orchowo (obwód brzeski)
Orchowo (biał. Орхава, ros. Орхово) – wieś na Białorusi, w sielsowiecie Tomaszówka, w rejonie brzeskim obwodu brzeskiego, położona nad Bugiem na nieco powyżej polskiej miejscowości Orchówek. W pobliżu znajduje się agromiasteczko Tomaszówka oraz duży staw.

## Historia
Na początku XVI w. Jerzy Krupski wydzielił z Orchowa położony na drugim brzegu Bugu Orchówek i założył tam miasto zwane początkowo również Orchowem. W następnych wiekach wieś Orchowo związana była z kolejnymi właścicielami Orchówka i Włodawy. W XIX stuleciu należała do dóbr Zamoyskich z Różanki. Istniała tu wapniarnia, produkująca wapno palone. Do wsi należał chutor Rytec. Miejscowość leżała w powiecie brzeskim guberni grodzieńskiej. Między Orchówkiem a Orchowem znajdował się most kolejowy łączący stacje Bug Włodawski i Włodawa w Tomaszówce.
W okresie międzywojennym miejscowość należała do gminy Przyborowo, a następnie do gminy Domaczewo w powiecie brzeskim województwa poleskiego.
W czasie II wojny światowej most kolejowy został zbombardowany i zniszczony.
Po wojnie miejscowość znalazła się w granicach ZSRR, a od 1991 r. w niepodległej Białorusi.